# Chojlla (Potosí)
Chojlla ist eine Ortschaft im Departamento Potosí im südamerikanischen Andenstaat Bolivien.

## Lage im Nahraum
Chojlla liegt in der Provinz Alonso de Ibáñez und ist zentraler Ort im Cantón Chojlla im Municipio Caripuyo. Die Ortschaft liegt auf einer Höhe von 3843 m in der Cordillera Azanaques im Tal des Río Chacono, der weiter über den Río Jachcha Jahuira zum Río Chayanta fließt.

## Geographie
Chojlla liegt in den nördlichen Ausläufern der bolivianischen Cordillera Central und weist ein ausgeprägtes Tageszeitenklima auf, bei dem die mittlere Temperaturschwankung im Tagesverlauf deutlicher ausfällt als im Jahresverlauf.
Die Jahresdurchschnittstemperatur beträgt etwa 10 °C (siehe Klimadiagramm Oruro), die Monatswerte schwanken zwischen 6 °C im Juni/Juli und knapp 14 °C im November/Dezember. Das Klima ist semiarid, die monatlichen Niederschläge von April bis Oktober liegen unter 20 mm, nur von Dezember bis März fallen nennenswerte Niederschläge zwischen 65 und 75 mm im Monat.

## Verkehrsnetz
Chojlla liegt in einer Entfernung von 356 Straßenkilometern nordwestlich von Potosí, der Hauptstadt des gleichnamigen Departamentos.
Von Potosí aus führt die Nationalstraße Ruta 1 in nordwestlicher Richtung über 109 Kilometer bis zur Ortschaft Ventilla. Dort zweigt eine unbefestigte Landstraße nach Nordosten ab und erreicht nach 33 Kilometern die Stadt Macha. Sie trifft dort auf die Ruta 6, die über Uncía und Llallagua in nordwestlicher Richtung nach Oruro führt. Vierzehn Kilometer hinter Llallagua zweigt eine unbefestigte Landstraße nach Nordosten ab und erreicht nach 39 Kilometern Caripuyo. Von dort sind es 39 Kilometer in nordwestlicher Richtung über Jankho Jankho bis Jinchupalla und weitere acht Kilometer nach Südwesten bis zur Bergbausiedlung Morococala. Von hier aus folgt man einer Straße acht Kilometer in östlicher Richtung und fünf Kilometer nach Südosten, von dort sind es noch einmal neun Kilometer nach Osten bis Chaicuriri und weitere sechs Kilometer bis Chollja.

## Bevölkerung
Die Einwohnerzahl des Ortes ist in dem Jahrzehnt zwischen den beiden letzten Volkszählungen um fast ein Fünftel zurückgegangen:
| Jahr | Einwohner         | Quelle       |
| ---- | ----------------- | ------------ |
| 1992 | keine Detaildaten | Volkszählung |
| 2001 | 423               | Volkszählung |
| 2012 | 348               | Volkszählung |
| 2024 |                   | Volkszählung |

Die Region weist einen deutlichen Anteil an Aymara-Bevölkerung auf, im Municipio Caripuyo sprechen 68,3 Prozent der Bevölkerung Aymara.